# Quartier Petit Champlain
Pour les articles homonymes, voir Petit Champlain et Champlain.
Le Quartier Petit Champlain est un secteur commercial du quartier Vieux-Québec—Cap-Blanc—colline Parlementaire, qui est situé en basse-ville de Québec près de place Royale.

## Description

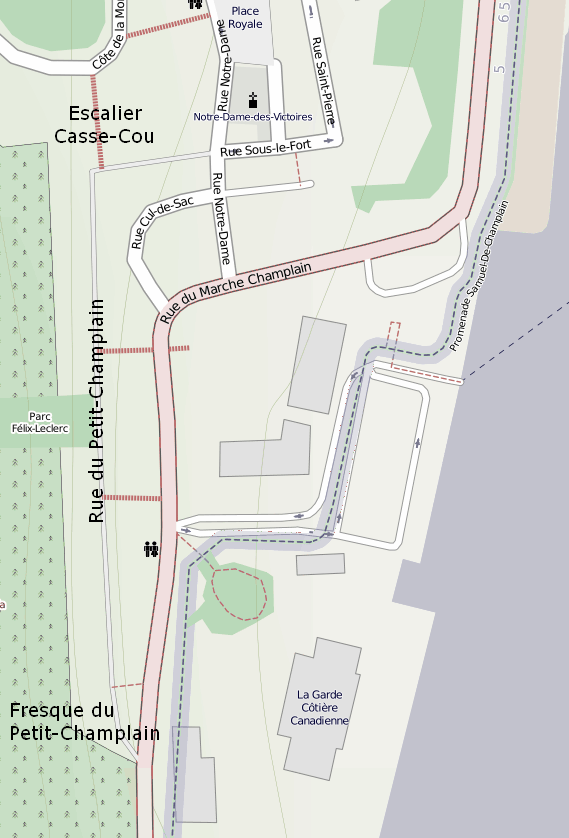
Carte du quartier Petit Champlain

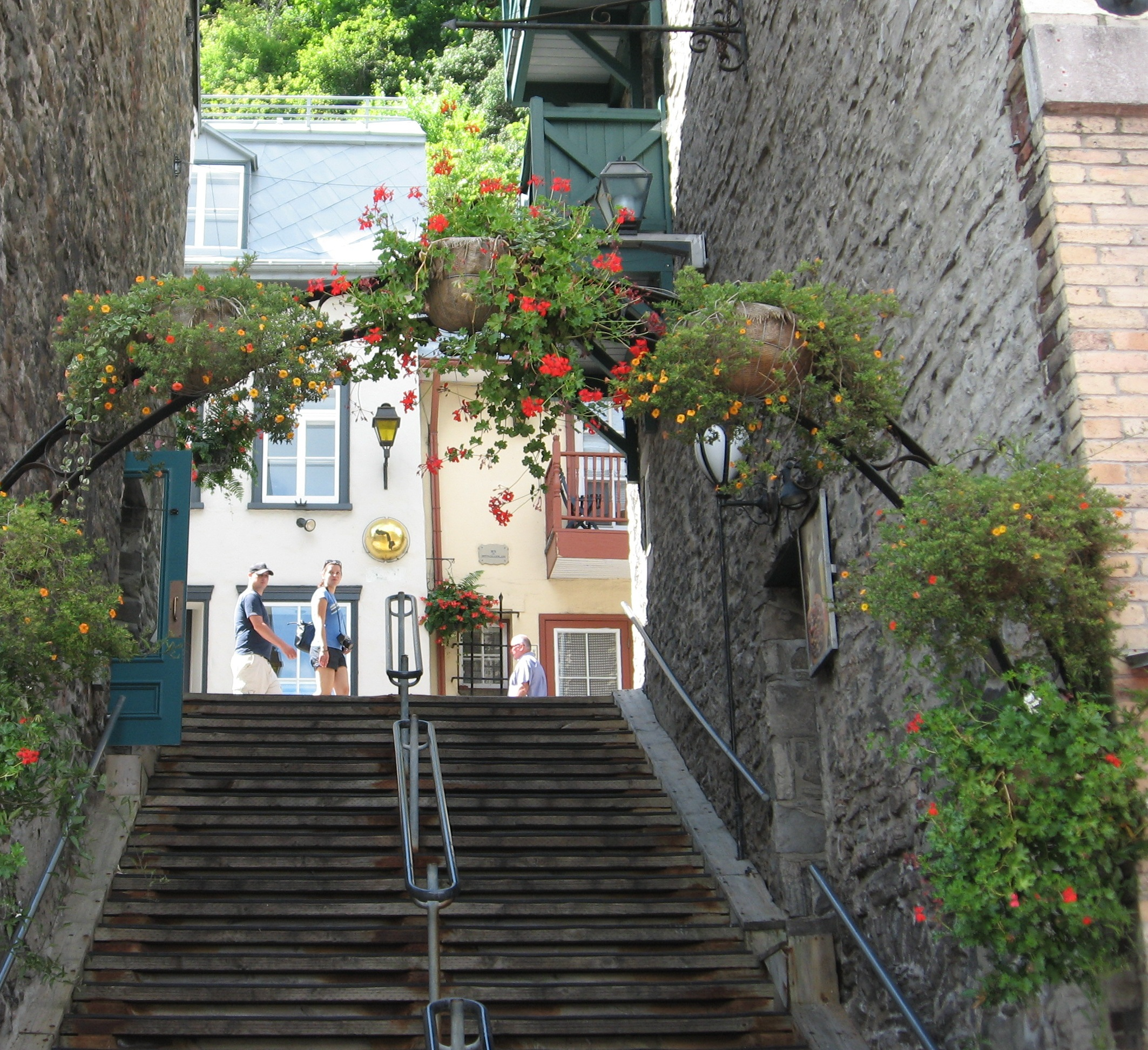
Le Passage du Roi.

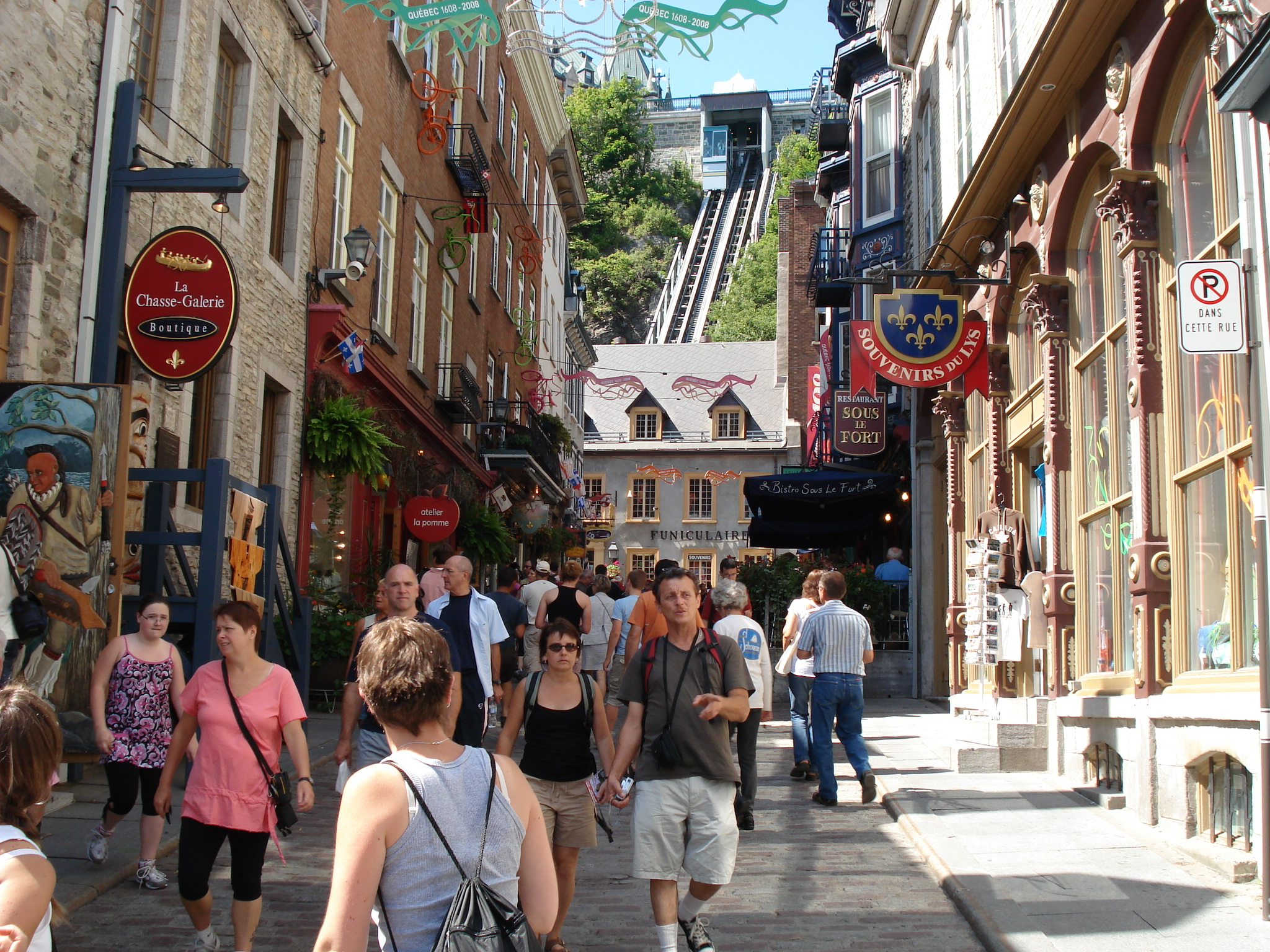
Au bout de la rue Sous-le-Fort se trouve le funiculaire de Québec.

Fresque du Petit Champlain.

Souvent désignée « quartier Petit Champlain » même si elle n'est pas en soi un quartier officiel de la Ville, cette petite zone touristique n'est composée que d'une centaine de mètres de rues piétonnières, principalement Cul-de-Sac et Sous-le-Fort mais surtout la rue du Petit-Champlain.
Au début des années 1700, cette dernière est nommée rue des Meulles, en l'honneur de l'intendant Jacques de Meulles, mais à partir du XIXe siècle les résidents anglophones du secteur la surnomment « Little Champlain Street », pour la différencier de la vraie (et nouvelle) rue Champlain (actuel boulevard Champlain) qui passait tout proche, d'où l'appellation Petit Champlain.
Dès le milieu du XIXe siècle, le secteur est délabré voire insalubre, en plus d'être exposé au risque d'éboulis du promontoire de Québec. Ce n'est que dans les années 1970 et 1980, qu'un projet de revitalisation voit le jour, initié par l'entrepreneur Gérard Paris et l'architecte Jacques de Blois. Afin d'y faire revivre la tradition artisanale et commerciale, ils achètent en 1977 huit édifices en vue de les rénover, puis neuf autres en partenariat avec la SODEC en 1982. À ce moment, la zone compte une trentaine de logements, une cinquantaine de boutiques et ateliers, six cafés-restaurants, un théâtre et un parc, ce qui est similaire à ce qu'on retrouve de nos jours. Les artisans et commerçants se regroupent en coopérative en 1985 et rachètent les immeubles revitalisés dans le cadre du projet. Le mandat de la Coopérative de solidarité du Quartier Petit Champlain est ainsi d'assurer la valorisation culturelle, commerciale et touristique du « quartier », en supervisant par exemple la nature des activités et produits offerts,.
La rue du Petit-Champlain, située en contrebas de la falaise du cap Diamant, est aujourd'hui composée de dizaines de boutiques et de restaurants dans un cadre architectural typique du Vieux-Québec. Ce secteur, l'un des plus vieux de la ville, est complété par les rues Sous-le-Fort, du Cul-de-Sac, du Marché-Champlain et une partie de la rue Notre-Dame et du boulevard Champlain.

## Attraits

### Rue du Petit-Champlain
Cette rue piétonne, l'une des plus touristiques de la ville, est longue d'environ 275 mètres.

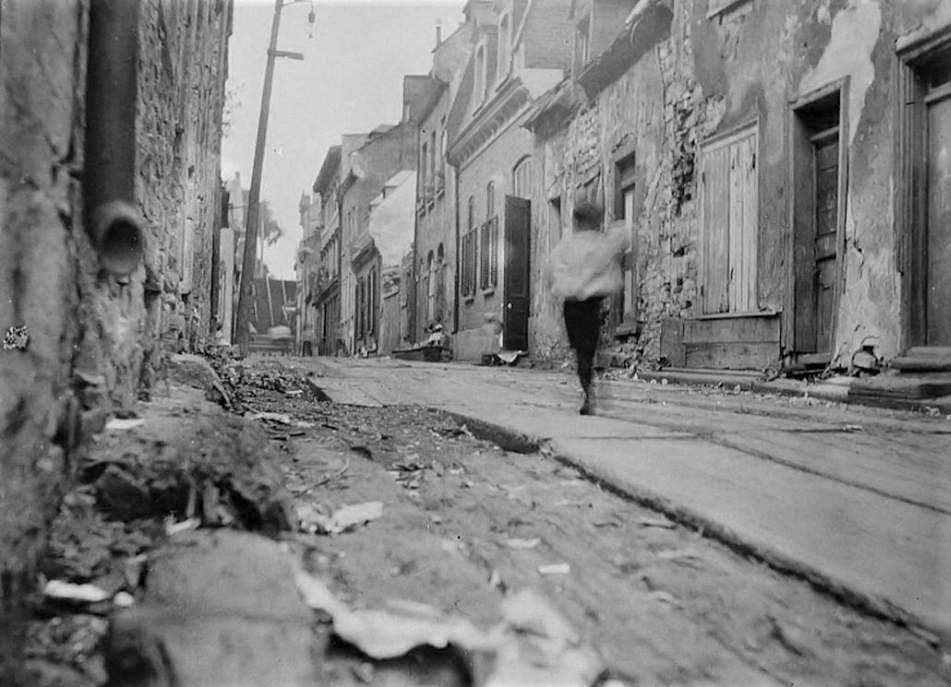
En 1898
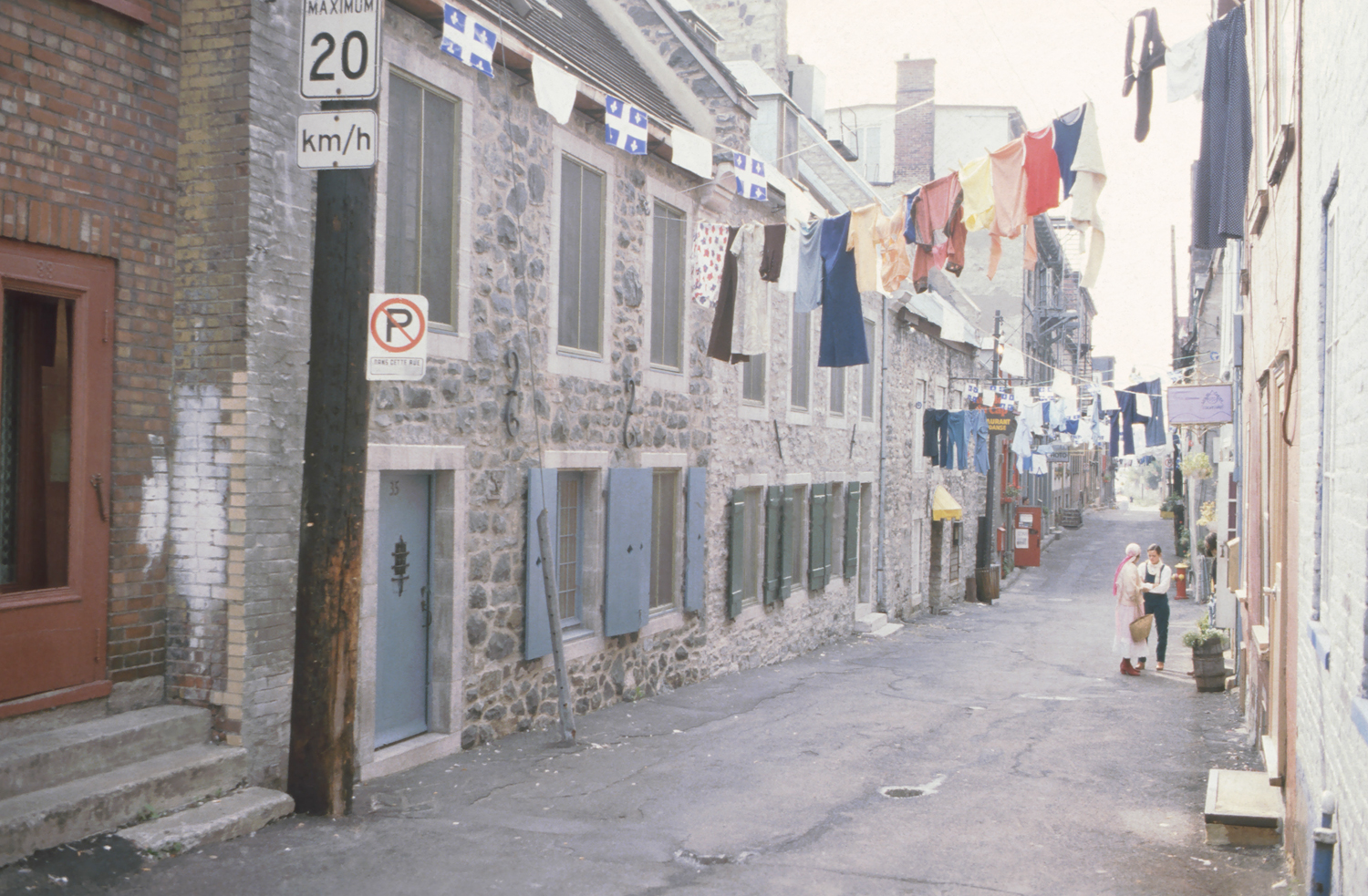
En 1979
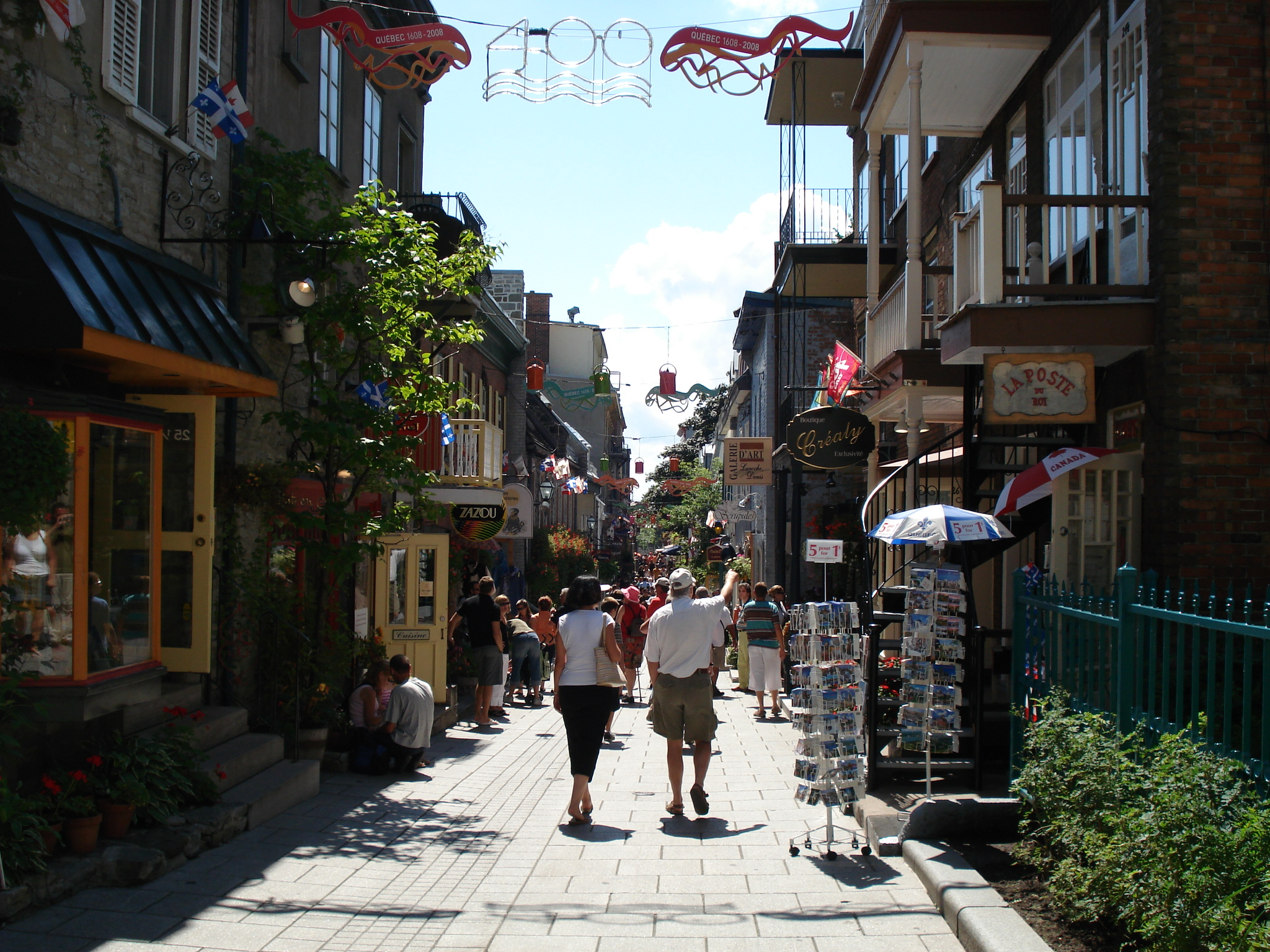
En août 2008
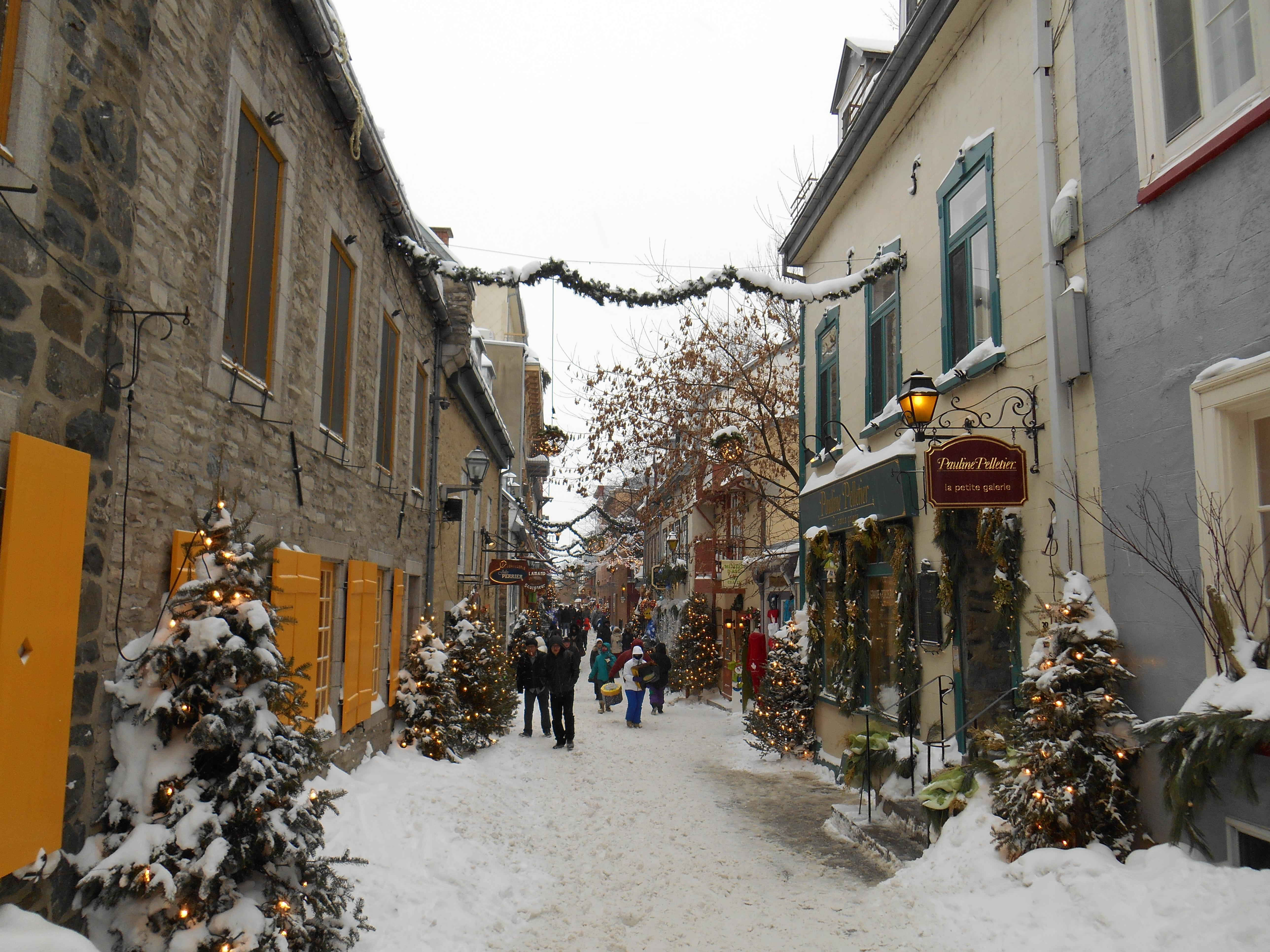
En décembre 2013
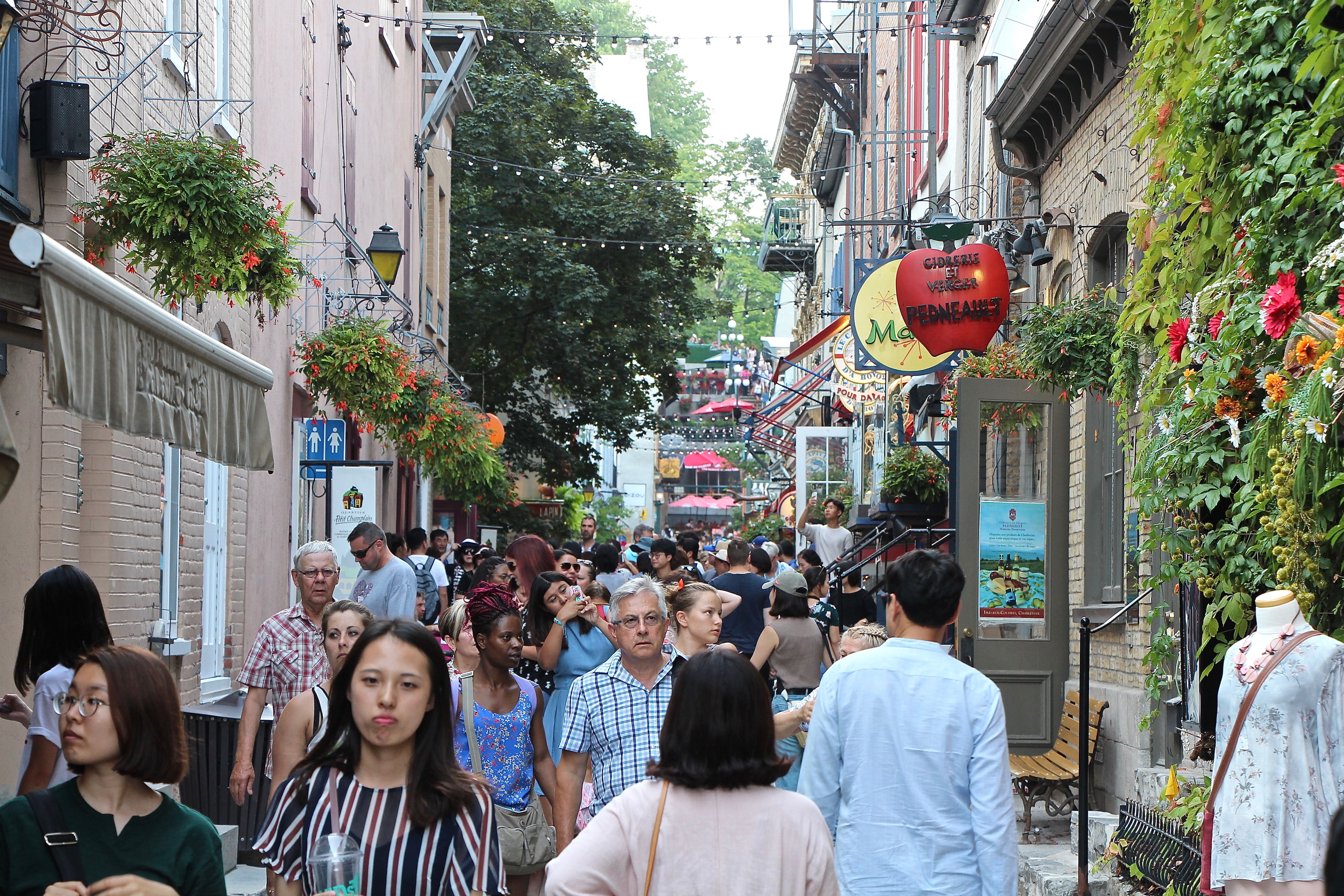
En août 2018
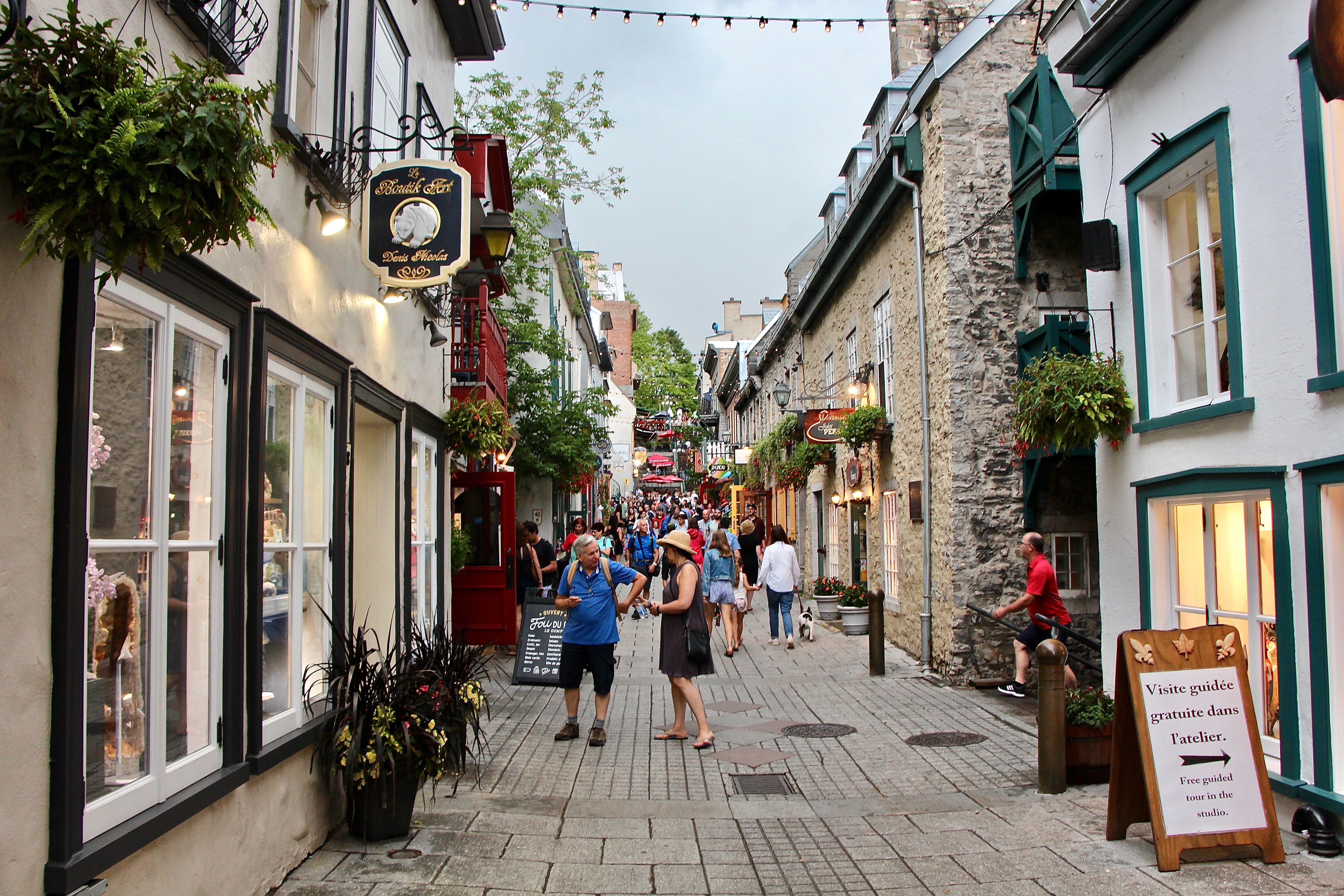
En août 2018

### Escalier Casse-Cou
En 1660, le célèbre « Escalier casse-cou (en) » qui mène à la côte de la Montagne existait déjà. On le désignait alors « escalier Champlain » ou « escalier du Quêteux » ou encore « escalier de la basse-ville ». C'est au milieu du XIXe siècle que les anglophones le baptisèrent « Break Neck Steps » (littéralement « marches brise-cou »),.

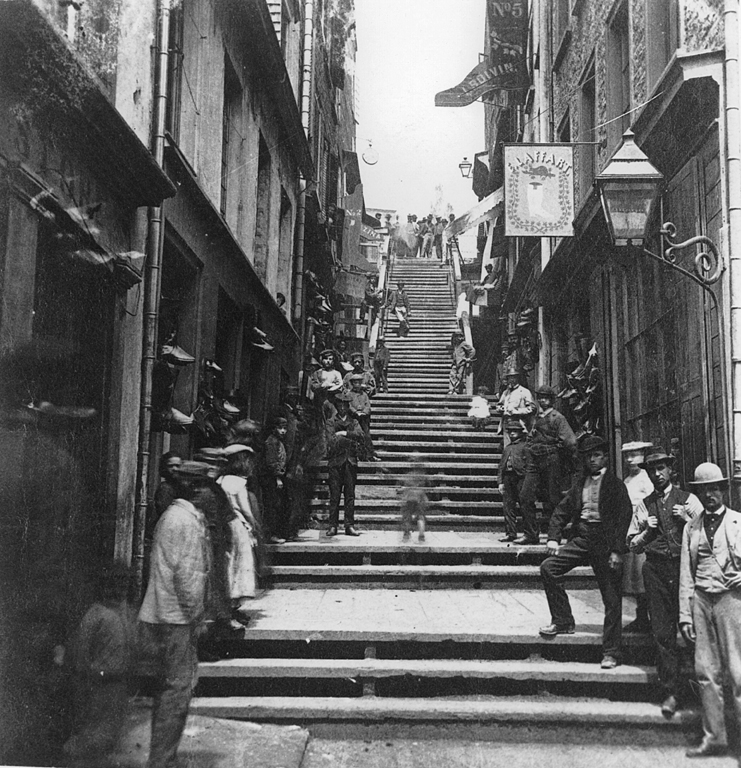
En 1870
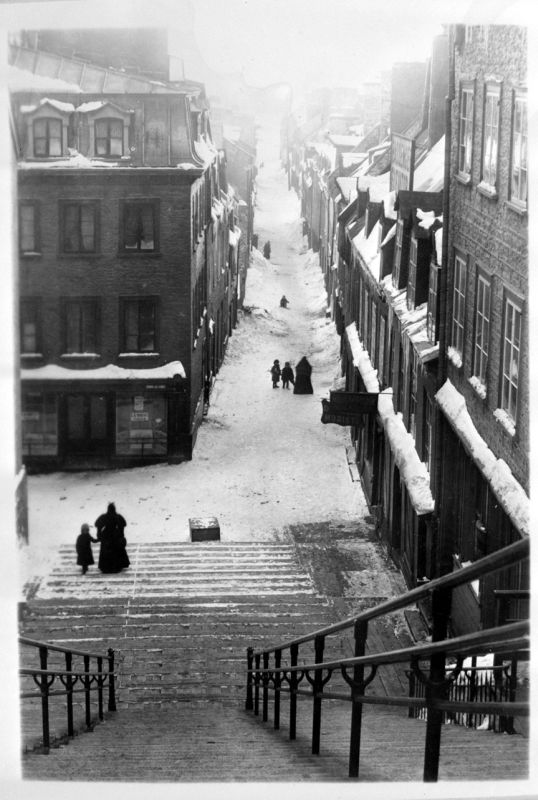
En 1900
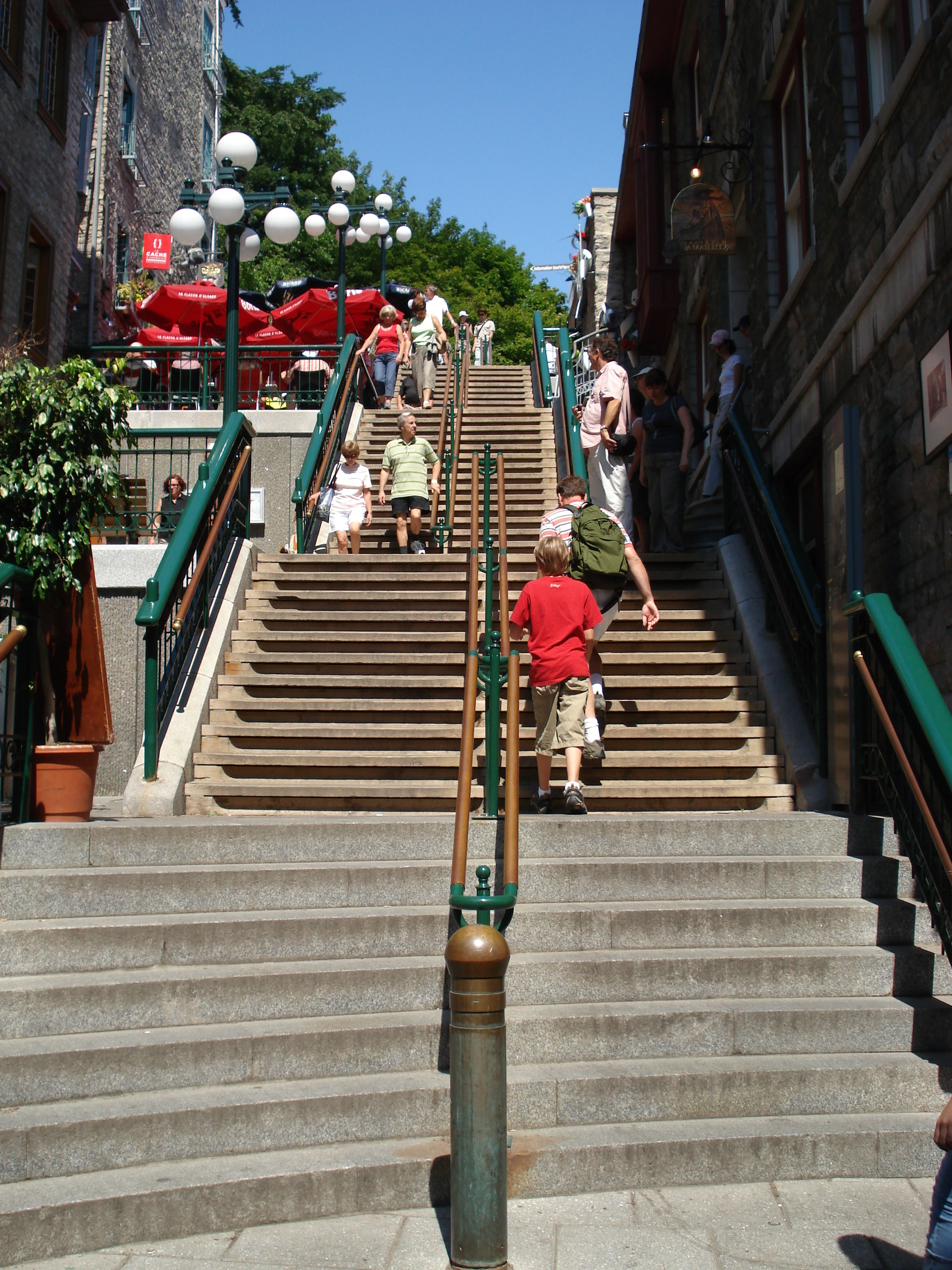
En 2008
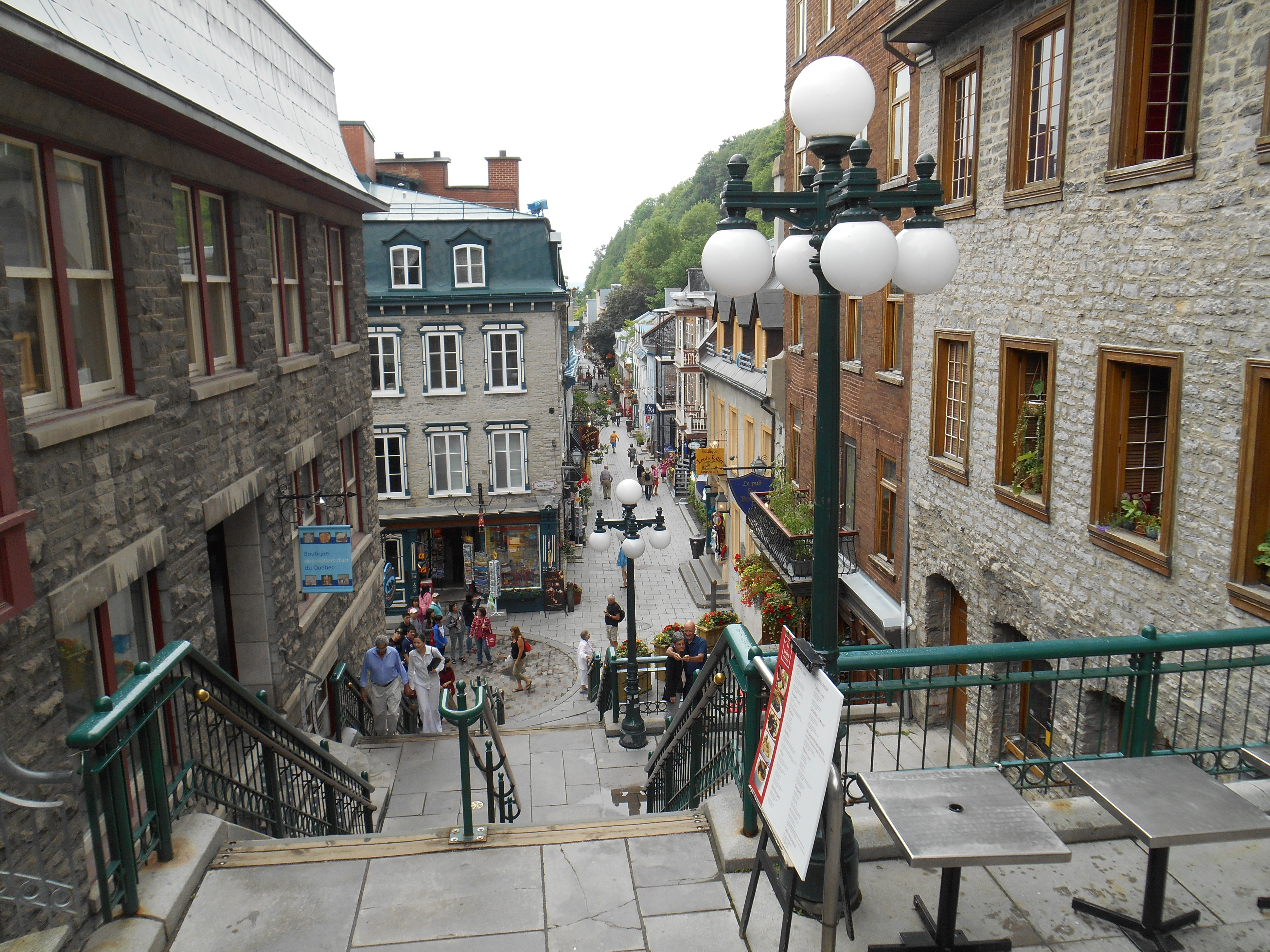
En 2014

### Autres
- Le Théâtre Petit Champlain abrite la Maison de la Chanson dont le concept est de favoriser la culture musicale, mais également le théâtre et les spectacles d'humour.
- La batterie royale est située au bout de la rue Sous-le-Fort, au sud de la zone
- Au 5, rue du Cul-de-Sac, se trouve la maison Jean-Baptiste-Chevalier, classée Immeuble patrimonial le 14 mars 1956.
- Au 28, boulevard Champlain, se trouve la maison Jean-Demers, classée Immeuble patrimonial le 1er mars 1966[7]

## Parcs
On y retrouve un parc :
- parc Félix-Leclerc, sur la rue du Petit-Champlain

## Transport
- Le funiculaire du Vieux-Québec relie le Petit Champlain à la terrasse Dufferin en grimpant le cap Diamant. L'accueil est situé dans la maison Louis-Jolliet, au 16, rue du Petit-Champlain[8].
- La gare fluviale de Québec, permettant de traverser le fleuve Saint-Laurent pour se rendre à Lévis, est située sur le boulevard Champlain, à proximité du quartier.